# Kirill Golovchenko
Kirill Golovchenko (ukrainisch Кірілл Головченко, Kirill Golovschenko; * 1974 in Odessa) ist ein ukrainischer Fotokünstler.

## Leben
Golovchenko studierte von 1999 bis 2002 Fremdsprachen an der Johannes Gutenberg-Universität Mainz. Von 2002 bis 2007 studierte er Fotografie und Design bei Barbara Klemm und Kris Scholz an der Hochschule Darmstadt.

## Schaffen

### Ausstellungen
Seine Fotografien wurden international gezeigt, unter anderem in den Deichtorhallen im Haus der Photographie, Hamburg; im Arp Museum Bahnhof Rolandseck, Remagen; Rencontres d’Arles, Arles, 2015; Museum Folkwang, Essen; im Nobel-Friedenszentrum, Oslo; in der Leica Galerie, Wetzlar, 2014; in Photoville, New York City; in Belo Horizonte, Brasilien, 2013; im Württembergischen Kunstverein, Stuttgart, 2012; im Fotomuseum Winterthur; im Dortmunder U, Dortmund; im Goethe-Institut Paris, 2011; im Photomuseum Braunschweig, 2010; bei der Photo España, Madrid, 2009; in den Uferhallen, Berlin; im Kunstverein Ludwigshafen, 2008 und dem Designhaus Darmstadt, 2007.

### Auszeichnungen, Stipendien
- 2007 Dokumentarfotografie Förderpreis der Wüstenrot Stiftung
- 2008 DAAD Kunststipendium für Ukraine
- 2008 Stiftung Kunstfonds, Publikationsförderung für Fotobuch 7 km – Field of Wonders
- 2009 VG Bild-Kunst, Projektförderung
- 2009 Descubrimientos PHE09, Photo Espana, Madrid, Finalist
- 2010 DAAD Kunststipendium für Ukraine
- 2011 Plat(t)form 11, Fotomuseum Winterthur
- 2012 Kunstfond Rheinland-Pfalz, Publikationsförderung für Fotobuch Kachalka. Muscle Beach
- 2012 Robert Bosch Stiftung, Förderung
- 2012 1. Preis, Der ukrainische Durchbruch, Organ Vida 4, Photography Festival
- 2013 European Photo Exhibition Award
- 2013 Dr.-Berthold-Roland-Fotokunstpreis
- 2013 FotoVisura Grant 2013, ehrenvolle Erwähnung
- 2013 Abisag-Tüllmann-Preis
- 2014 European Publishers Award for Photography
- 2014 Leica 10 × 10
- 2014 Künstlerhaus Schloss Balmoral, Stipendium
- 2014 VG Bild-Kunst, Projektförderung
- 2014 Goethe-Institut Kiew, Residence

## Werke

### Monografien
- 2009 7km – Field of wonders. Snoeck Verlagsgesellschaft, Köln, ISBN 978-3940953315.
- 2012 TOTALNIY FUTBOL. Eine polnisch-ukrainische Fußballreise. Suhrkamp Verlag, 2012, ISBN 978-3518062166.
- 2012 KACHALKA – Muscle Beach. Kehrer Verlag, Berlin/Heidelberg, ISBN 978-3-86828-359-4.
- 2015 Bitter Honeydew. ISBN 978-1-907893-68-1, Dewi Lewis Publishing, English; ISBN 978-3-86828-525-3, Kehrer Verlag, German; France, ISBN 978-2-330-03698-0, Actes Sud, Spain, ISBN 978-84-9801-833-2, Blume; Italian ISBN 978-88-8941-264-0, Peliti Associati
- 2015 Arbeitsbuch. Salo books.
- 2015 Obval/Crash. Salo books
- 2016 Out of the Blue. Rodovid, ISBN 978-617-7482-01-6.

### Kataloge
- 2006 Blanko, Sign Communication for Arctic Paper
- 2008 Reporter ohne Grenzen, »Seams«- Photos for press freedom
- 2009 The Ukrainian Breakthrough, Documentary Photography Awards, Wüstenrot Stiftung
- 2010 Lab East, photographic positions of central and eastern Europe
- 2011 emerge 011 – Junger Fotojournalismus und Dokumentarfotografie, Emerge
- 2012 Totalniy Futbol – Eine polnisch-ukrainische Fußballreise, Edition Suhrkamp
- 2012 Dryblujac przez granice. Polsko-ukrainskie Euro 2012, Gzarne
- 2013 The poetry of the functional, Villa Arte, Chemnitz
- 2014 The new social, European Photo Exhibition Award
- 2014 Oh, My Complex, Hatje Cantz Verlag
- 2014 Was war und was ist, Museum Folkwang, Essen
- 2016 YOU, BredaPhoto International Photo Festival, The Eriskay Connection
- 2018 Ukraine: learning from a good neighbour 1918 – 2018, Pasinger Fabrik,
- 2018 Deltaleben Regionale 2018, Wilhelm-Hack Museum, Kunstverein Ludwigshafen
- 2021 Face Time, A History of the Photographic Portrait, Phillip Prodger, Thames & Hudson
- 2023 Images of the present, 30 Jahre Dokumentarfotografie Förderpreise der Wüstenrot Stiftung